# Perdita insequens
Perdita insequens är en biart som beskrevs av Timberlake 1968. Perdita insequens ingår i släktet Perdita och familjen grävbin. Inga underarter finns listade i Catalogue of Life.